# Мукииби, Рональд
Рональд Брайан Дгунгу Мукииби (англ. Ronald Brian Ddungu Mukiibi; род. 16 сентября 1991, Швеция) — угандийский и шведский футболист, защитник клуба «Дегерфорс».

## Клубная карьера
Является воспитанником клуба Моссенс. Взрослую карьеру начал в 2010 году в Квидинге, за который выступал на протяжении четырёх лет. В 2011 году на правах аренды играл за «Гуннильсе» во втором шведском дивизионе.
В ноябре 2013 года стал игроком «Хеккена», выступающего в Алльсвенскане. Первую игру в новом клубе провёл 21 августа 2014 года против «Оскарсхамна» в рамках второго раунда кубка страны. 28 сентября дебютировал за клуб в чемпионате Швеции в гостевом поединке с «Кальмаром», заменив в перерыве Валида Атту.
В марте 2015 года на правах аренды на один сезон перешёл в «Эстерсунд». В первый сезон вместе с клубом занял второе место в турнирной таблице и завоевал право в следующем сезоне выступать в Алльсвенскане. Весной 2017 года «Эстерсунд» дошёл до финала национального кубка, где разгромил «Норрчёпинг» со счётом 4:1. Мукииби в решающей игре участия не принимал, но провёл две игры на групповом стадии турнира. 13 июля дебютировал в составе команды в еврокубках, выйдя в стартовом составе на матч второго квалификационного раунда Лиги Европы с турецким «Галатасараем». В июне 2021 года по истечении контракта принял решение покинуть команду. В сентябре после неудачных поисков новой команды вернулся в клуб, вместе с которым по итогам сезона вылетел в Суперэттан.
31 января 2022 года присоединился к «Дегерфорсу», подписав с командой двухлетнее соглашение. Первую игру в новом клубе провёл 6 марта в матче группового этапа кубка Швеции с «Эльфсборгом».

## Карьера в сборной
В декабре 2016 года был вызван в национальную сборную Уганды на финальный турнир Кубка африканских наций в Габоне, но от вызова отказался. В мае 2019 года он снова был вызван в состав сборной на финальную часть континентального первенства в Египте. 11 июня был включён в окончательный состав на турнир. Дебютировал за сборную в товарищеском матче со сборной Кот-д’Ивуара, появившись на поле в конце встречи вместо Мурушида Джууко. На самом турнире принял участие только во встрече с Зимбабве, завершившейся с ничейным счётом 1:1.

## Клубная статистика
| Выступление      | Выступление      | Выступление      | Лига | Лига | Кубки | Кубки | Конт. кубки | Конт. кубки | Итого | Итого |
| Клуб             | Лига             | Сезон            | Игры | Голы | Игры  | Голы  | Игры        | Голы        | Игры  | Голы  |
| ---------------- | ---------------- | ---------------- | ---- | ---- | ----- | ----- | ----------- | ----------- | ----- | ----- |
| Квидинг          | Дивизион 1       | 2010             | 4    | 0    | 0     | 0     | 0           | 0           | 4     | 0     |
| Квидинг          | Дивизион 1       | 2012             | 16   | 1    | 0     | 0     | 0           | 0           | 16    | 1     |
| Квидинг          | Дивизион 1       | 2013             | 20   | 1    | 0     | 0     | 0           | 0           | 20    | 1     |
| Квидинг          | Итого            | Итого            | 40   | 2    | 0     | 0     | 0           | 0           | 40    | 2     |
| → Гуннильсе      | Дивизион 2       | 2011             | 9    | 0    | 0     | 0     | 0           | 0           | 9     | 0     |
| → Гуннильсе      | Итого            | Итого            | 9    | 0    | 0     | 0     | 0           | 0           | 9     | 0     |
| Хеккен           | Алльсвенскан     | 2014             | 1    | 0    | 1     | 0     | 0           | 0           | 2     | 0     |
| Хеккен           | Итого            | Итого            | 1    | 0    | 1     | 0     | 0           | 0           | 2     | 0     |
| Эстерсунд        | Суперэттан       | 2015             | 22   | 1    | 1     | 0     | 0           | 0           | 23    | 1     |
| Эстерсунд        | Алльсвенскан     | 2016             | 21   | 3    | 4     | 0     | 0           | 0           | 25    | 3     |
| Эстерсунд        | Алльсвенскан     | 2017             | 16   | 0    | 3     | 0     | 12          | 0           | 31    | 0     |
| Эстерсунд        | Алльсвенскан     | 2018             | 23   | 2    | 3     | 0     | 2           | 0           | 28    | 2     |
| Эстерсунд        | Алльсвенскан     | 2019             | 11   | 0    | 0     | 0     | 0           | 0           | 11    | 0     |
| Эстерсунд        | Алльсвенскан     | 2020             | 17   | 0    | 2     | 1     | 0           | 0           | 19    | 1     |
| Эстерсунд        | Алльсвенскан     | 2021             | 9    | 2    | 3     | 0     | 0           | 0           | 12    | 2     |
| Эстерсунд        | Итого            | Итого            | 119  | 8    | 16    | 1     | 14          | 0           | 149   | 9     |
| Дегерфорс        | Алльсвенскан     | 2022             | 0    | 0    | 1     | 0     | 0           | 0           | 1     | 0     |
| Дегерфорс        | Итого            | Итого            | 0    | 0    | 1     | 0     | 0           | 0           | 1     | 0     |
| Всего за карьеру | Всего за карьеру | Всего за карьеру | 169  | 10   | 18    | 1     | 14          | 0           | 201   | 11    |

## Статистика в сборной
| Матчи и голы Рональда Мукииби за национальную сборную Уганды | Матчи и голы Рональда Мукииби за национальную сборную Уганды | Матчи и голы Рональда Мукииби за национальную сборную Уганды | Матчи и голы Рональда Мукииби за национальную сборную Уганды | Матчи и голы Рональда Мукииби за национальную сборную Уганды | Матчи и голы Рональда Мукииби за национальную сборную Уганды |
| №                                                            | Дата                                                         | Оппонент                                                     | Счёт                                                         | Голы                                                         | Соревнование                                                 |
| ------------------------------------------------------------ | ------------------------------------------------------------ | ------------------------------------------------------------ | ------------------------------------------------------------ | ------------------------------------------------------------ | ------------------------------------------------------------ |
| 1                                                            | 15 июня 2019                                                 | Кот-д’Ивуар                                                  | 1:0                                                          | 0                                                            | Товарищеский матч                                            |
| 2                                                            | 26 июня 2019                                                 | Зимбабве                                                     | 1:1                                                          | 0                                                            | Кубок африканских наций 2019                                 |
| 3                                                            | 13 октября 2019                                              | Эфиопия                                                      | 1:0                                                          | 0                                                            | Товарищеский матч                                            |
| 4                                                            | 12 ноября 2020                                               | Южный Судан                                                  | 1:0                                                          | 0                                                            | Отборочные матчи Кубка африканских наций 2021                |
| 5                                                            | 29 марта 2021                                                | Малави                                                       | 0:1                                                          | 0                                                            | Отборочные матчи Кубка африканских наций 2021                |

Итого:5 матчей и 0 голов; 3 победы, 1 ничья, 1 поражение.